# リーヴィア・レーフ
- リヴィア・レフ

リーヴィア・レーフ（Lívia Rév, 1916年7月5日 - 2018年3月28日）は、ハンガリー出身のピアノ奏者。
オーストリア＝ハンガリー帝国支配下のブダペストの生まれ。7歳でマルギット・ヴァローとクラーラ・マーテーにピアノを習い、9歳で人前で弾くようになった。その後、フランツ・リスト音楽院でアルノルト・セーケイとレオ・ヴェイネルの薫陶を受け、1938年に卒業している。在学中より、ライプツィヒでロベルト・タイヒミュラー、ウィーンでパウル・ヴァインガルテンの各氏のレッスンを受けている。1946年にパリに移住し、国際的な活動を展開。1963年にはロックフェラー研究所の招聘により、ニューヨーク・タウン・ホールでアメリカ・デビューを果たしている。
パリにて死去。

## 註
1. ↑  “Elhunyt Rév Lívia”. Magyar Nemzet. (2018年3月29日).  オリジナルの2018年3月30日時点におけるアーカイブ。 2018年3月30日閲覧。
2. ↑  リーヴィア・レーフ - Discogs（英語）
3. ↑  “Livia Rev”. 2013年1月4日時点のオリジナルよりアーカイブ。2013年1月4日閲覧。

| スタブアイコン | サブスタブ | この項目は、まだ閲覧者の調べものの参照としては役立たない、人物に関連した書きかけの項目です。この項目を加筆・訂正などしてくださる協力者を求めています（P:人物伝/PJ:人物伝）。 |